# Himmatnagar
Himmatnagar (Ahmednagar) è una suddivisione dell'India, classificata come municipality, di 58.267 abitanti, capoluogo del distretto di Sabarkantha, nello stato federato del Gujarat. In base al numero di abitanti la città rientra nella classe II (da 50.000 a 99.999 persone).

## Geografia fisica
La città è situata a 23° 36' 0 N e 72° 57' 0 E e ha un'altitudine di 126 m s.l.m..

## Società

### Evoluzione demografica
Al censimento del 2001 la popolazione di Himmatnagar assommava a 58.267 persone, delle quali 30.582 maschi e 27.685 femmine. I bambini di età inferiore o uguale ai sei anni assommavano a 6.461, dei quali 3.579 maschi e 2.882 femmine. Infine, coloro che erano in grado di saper almeno leggere e scrivere erano 44.765, dei quali 24.879 maschi e 19.886 femmine.